# Aéroport de Pago Pago
L'aéroport international de Pago Pago (code IATA : PPG • code OACI : NSTU), aussi connu comme Tafuna, est un aéroport situé à 11,3 km au sud-ouest de Pago Pago, dans le village et dans les plaines de Tafuna sur l'île de Tutuila dans les Samoa américaines, un territoire non érigé en municipalité des États-Unis.

## Aéroport International de Pago Pago

### Avant l'ère des avions à réaction
Pago Pago a d'abord été utilisée à des fins commerciales trans-Pacifique en novembre 1946, lorsque la Pan American World Airways a repris du service à partir de Honolulu vers l'Australie et la Nouvelle-Zélande. Pan American utilisait des Douglas DC-4, puis des Douglas DC-7 en 1956 pour son service Honolulu / Canton (Kiribati) / Pago Pago / Nadi / Auckland et Sydney jusqu'en novembre 1965.
| Commencé | Terminé | Compagnie              | Avion                          | Itinéraire                                                |
| -------- | ------- | ---------------------- | ------------------------------ | --------------------------------------------------------- |
| 1946     | 1965    | Pan American Airways   | DC-4 et DC-7                   | Honolulu / Canton Island / Pago Pago / Sydney et Auckland |
| 1954     | 1965    | TEAL (Air New Zealand) | DC-6 et Lockheed L-188 Electra | Auckland / Nadi / Pago Pago / Papeete                     |
| 1959     | 1970    | Polynesian Airlines    | DC-3                           | Apia (Faleolo) / Pago Pago                                |

Tasman Empire Airways Limited, ou TEAL, prédécesseur de ce qui est maintenant Air New Zealand, proposait des Douglas DC-6 (éventuellement Lockheed L-188 Electra en 1960) sur les vols à partir de Nadi à Pago Pago, et à partir de Tahiti en 1954.

### Ère du Jet
Une grande restructuration de l'aéroport s'est faite en 1963 sous l'administration Kennedy, Président des USA. De nouvelles pistes ont été commercialement inaugurées.
| Piste | Longueur                                                      | Largeur                                                     | Type     | Année                                                                     | Dernière amélioration majeure   | Utilisation      | Type max. d'aéronef              |
| ----- | ------------------------------------------------------------- | ----------------------------------------------------------- | -------- | ------------------------------------------------------------------------- | ------------------------------- | ---------------- | -------------------------------- |
| 9/27  | 6 080 pieds ( Unité « 0 » inconnue du modèle {{Conversion}}.) | 500 pieds ( Unité « 0 » inconnue du modèle {{Conversion}}.) | Compact  | 1942-1964 (Fermé)                                                         | 1950                            | Principale Piste | DC-7 et Lockheed L-188 Electra   |
| 5/23  | 9 000 pieds ( Unité « 0 » inconnue du modèle {{Conversion}}.) | 150 pieds ( Unité « 0 » inconnue du modèle {{Conversion}}.) | Asphalte | 1964 - Courant                                                            | 2001 (prolongement de la piste) | Principale piste | Boeing 747 / Lockheed C-5 Galaxy |
| 14/32 | 3 000 pieds ( Unité « 0 » inconnue du modèle {{Conversion}}.) | 200 pieds ( Unité « 0 » inconnue du modèle {{Conversion}}.) | Compact  | 1942-1950 (convertis à la voie de circulation vers la piste 5/23 en 1963) | 1942                            | Piste secondaire |                                  |

### Services Trans-Pacifique
Les services entre Sydney (Australie), Auckland (Nouvelle-Zélande), Honolulu (Hawaï) et Papeete (Tahiti) ont d'abord été offerts par la Pan American World Airways, en 1964, à l'aide de Boeing 707. En 1970, American Airlines a commencé à voler entre Honolulu / Pago Pago / Sydney à l'aide de Boeing 707. L'UTA a mis en service un McDonnell Douglas DC-10 en 1975 entre Nouméa, Nouvelle-Calédonie et Papeete, Tahiti vers Pago Pago. Continental Airlines a également utilisé un DC-10 de Honolulu à Sydney et Auckland vers Pago Pago en 1979.
| Commencé | Terminé | Compagnie                     | Avion                           | Itinéraire                                                                                                 |
| -------- | ------- | ----------------------------- | ------------------------------- | --- |
| 1964     | 1982    | Pan American Airways          | Boeing 707 & Boeing 747         | Honolulu / Pago Pago / Sydney / Auckland / Papeete                                                         |
| 1965     | 1978    | Air New Zealand               | DC-8                            | Auckland / Pago Pago / Honolulu                                                                            |
| 1970     | 1972    | American Airlines             | Boeing 707                      | Honolulu / Pago Pago / Sydney et Auckland                                                                  |
| 1975     | 1977    | UTA                           | DC-10                           | Nouméa / Pago Pago / Papeete                                                                               |
| 1979     | 1983    | Continental Airlines          | DC-10                           | Honolulu / Pago Pago / Sydney et Auckland                                                                  |
| 1983     | Actuel  | Hawaiian Airlines             | DC-8, L-1011, DC-10, Boeing 767 | Honolulu / Pago Pago / Papeete / Nukualofa / Auckland                                                      |
| 1980     | 1987    | South Pacific Islands Airways | Boeing 707                      | Pago Pago / Honolulu / Papeete / Auckland / Apia (Faleolo) / Sydney / Vancouver / Anchorage / Port Moresby |
| 1984     | 1985    | Samoa Air                     | Boeing 707                      | Pago Pago / Honolulu                                                                                       |
| 1982     | 1985    | Arrow Air                     | Boeing 707                      | Honolulu / Pago Pago                                                                                       |
| 1978     | 1985    | Air Nauru                     | Boeing 737 et Boeing 727        | Nauru / Pago Pago                                                                                          |
| 1977     | 1982    | Air Pacific                   | BAC-111                         | Nadi / Pago Pago                                                                                           |

L'apogée de l'aéroport se situe entre 1975 et 1985. Au cours de cette période, plusieurs compagnies desservaient l'île. On pouvait voyager entre Pago Pago et Honolulu pour 99 US$ en aller simple.

### Décroissance de l'aéroport
L'aéroport est un lien vital pour l'ensemble des Îles Samoa jusqu'à ce que la piste de l'aéroport Apia Faleolo des Samoa indépendantes a été améliorée et élargie pour accueillir de gros aéronefs en 1984. Avec une population qui est 3,5 fois plus importante que les Samoa Américaines, l'amélioration de l'autonomie des avions, le trafic s'est naturellement déporté de Pago Pago à Faleolo. À la fin des années 1980, un seul transporteur aérien (Hawaiian Airlines) est resté à Pago Pago.

## Aujourd'hui
Hawaiian Airlines est la seule compagnie aérienne internationale à desservir l'aéroport.
Il y a régulièrement des bus qui circulent entre l'aéroport et le centre-ville.

## Compagnies aériennes et destinations

### Passagers
| Compagnies           | Destinations                             |
| -------------------- | ---------------------------------------- |
| Hawaiian Airlines    | Honolulu                                 |
| Inter Island Airways | Apia-Faleolo, Ofu, Ta'u                  |
| Polynesian Airlines  | Apia-Fagali'i, Ofu, Ta'u                 |
| Samoa Air            | Asau, Apia-Fagali'i, Apia-Faleolo, Maota |
| Talofa Airways       | Apia–Fagali'i, Apia-Faleolo              |